# Gravesia (mollusque)
Pour l’article homonyme, voir Gravesia pour le genre végétal.
Genre
Gravesia est un genre qui regroupe plusieurs espèces d'ammonites de la famille des Perisphinctidae ayant vécu durant la fin du Jurassique supérieur. Ses membres sont les descendants des Tolvericeras.

## Description
Le genre Gravesia ne regroupe qu'un petit nombre d'espèces qui présentent une évolution singulière qui a duré environ 1 million d'années durant une partie du Kimméridgien supérieur et du Tithonien inférieur :
- Gravesia lafauriana ;
- Gravesia irius ;
- Gravesia gigas ;
- Gravesia gravesina...

## Habitats et Évolution
En Europe de l'ouest, au cours de la régression marine qui marque la fin du Jurassique, les ammonites du genre Tolvericeras qui vivaient en eaux profondes vont évoluer pour donner le genre Gravesia adapté aux environnements marins chauds et peu profonds caractéristiques du haut-fond d'Europe occidentale et appartenant à la province paléobiogéographique dite « subméditerranéenne »,.
Les Gravesia vont à leur tour évoluer mais de façon endémique de par leur isolement géographique sur cette grande région de hauts-fonds. Cette évolution rapide est une réponse à des variations du niveau marin relativement modestes, mais très sensibles lorsque les profondeurs des plateformes sont globalement faibles.
Les coquilles deviennent plus globuleuses et les côtes se transforment progressivement en tubercules noduleux. Les ammonites de ce genre pouvaient atteindre jusqu'à une trentaine de centimètres de diamètre.
Le haut-fond ouest-européen est donc peuplé successivement, pendant près d'un million d'années, par de grandes populations de Gravesia monospécifiques qui vont se succéder dans le temps.
Ce type de lignée est dite « anagénétique » avec une seule espèce colonisant la totalité de l'habitat disponible avant d'être remplacée par une seule nouvelle espèce du même genre, mieux adaptée à un environnement transformé.